# 보티 맥보트페이스

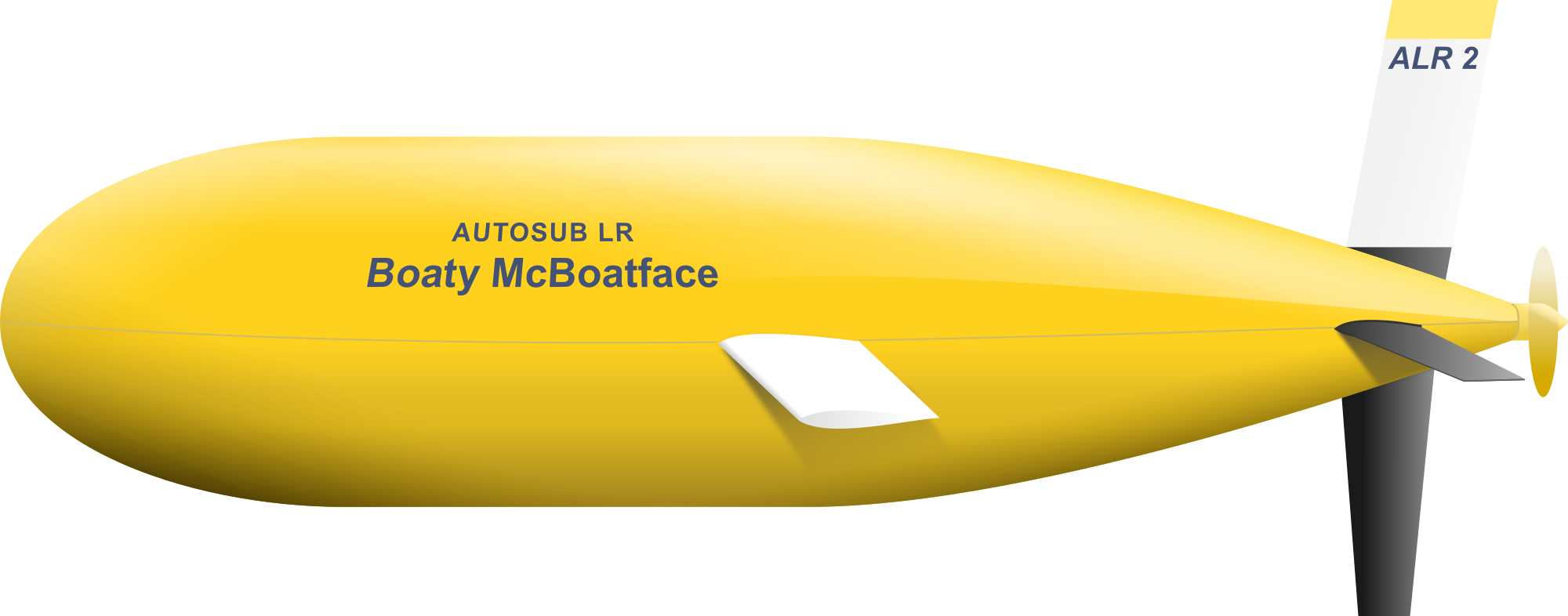

보티 맥보트페이스(Boaty McBoatface)는 장거리 자율주행 무인잠수정의 선두주자로 AUVs라고 불리며 과학 연구 목적으로 개발되어 자연환경연구회(NERC)가 소유하고 영국남극연구(BAS)가 목적인 데이비드 애든버러 탐사선에 적재했다. 여러 복잡한 장치로 만들고 탐사 범위가 늘어나 NERC는 장거리 자율주행 무인잠수정으로 분류했다.

## 이름
'보티 맥보트페이스(Boaty McBoatface)'라는 이름이 2016년 3월에 온라인 투표로 지어졌지만 결국 데이비드 애든버러 탐사선의 이름을 따라 지었다.
BBC의 저지(Jersey) 라디오 전진행자인 제임스 핸드(James Hand)가 보티 맥보트페이스라는 이름을 제안하고 대중이 호응해 가장 유명한 배이름이 됐다. 이름은 후티 맥올페이스(Hooty McOwlface)를 기리는 의미로 지어졌고 2012년 새길들이기(Adopt-A-Bird)라는 프로그램에 등장해 온라인 유명인사가 된 올빼미의 이름이다.
보티 맥보트페이스가 배이름짓기(#NameOurShip) 투표에서 가장 많은 표를 받았지만 모선에 이름을 붙이자는 제안은 뒤따라오지 않았고 대학교육 및 과학 장관 조 존슨이 보티 맥보트페이스라는 이름은 데이비드 애든버러 탐사선에 승선한 잠수정 중 하나에 붙이겠다고 발표했다.
투표의 결과가 다른 이름짓기 투표에도 영향을 주어 비슷한 이름이 지어졌다. 이 사건은 대중의 입맛을 무시하고 여전히 대중 참여 이해도가 부족한 NERC가 실패를 피하려다 대중의 반발을 사게 됨을 의미하며 다른 여러 캠페인으로 뜨거운 반응을 일으킨다. 기타 문헌에서는 반대로 의미있는 참여가 대중에게 가치를 부여하고 더 생산적인 활동을 한다고 주장한다.

## 역사
2016년에 사전 시운전을 시행했다. 처녀항해는 2017년 4월 3일에 남극 저층수가 웨델(Weddell)해를 떠나 오크니(Orkney) 군도를 거쳐 칠레 남쪽으로 유입하는 과정을 탐사했다. 연구 원정에서 보티 맥보트페이스의 3번째 임무를 촬영한 영상은 다음 링크에서 확인 가능하다 https://vimeo.com/217386697.

## 비슷한 사건들
시드니 워윅팜 경마장에서 비욘 베이커(Bjorn Baker)의 팀은 대중의 사랑을 받는 보티 맥보트페이스의 유행을 따르고 새로운 경주마에게 호시 맥호스페이스(Horsey McHorseface)라는 이름을 붙여주어 기념하기로 한다. 호시 맥호스페이스의 소식은 오스트레일리아 세스녹에서 승리를 거둔 후 소셜 미디어에 퍼진다. 호시 맥호스페이스는 경매에 올라 17,325달러(약 2억원)에 팔렸으나 골질환으로 안락사한다.
스웨덴 운송회사인 MTR 익스프레스는 온라인 투표를 시행하여 스톡홀름-예테보리선을 지나는 열차의 새로운 이름을 지으려 한다. 트레이니 맥트레인페이스(Trainy McTrainface)가 투표에서 우승해 열차의 이름이 된다.
시드니 페리스는 이름짓기 경진대회로 에메랄드클레스 페리 선단을 대중에게 이름짓게 한다. 가장 인기있는 이름은 보티 맥보트페이스(Boaty McBoatface)였으나 같은 이름이 있었기에 심사위원단은 차선책을 받아들여 페리의 이름은 페리 맥페리페이스(Ferry McFerryface)가 된다. 오스트레일리아 해양노조는 이름에 불만을 가져 승선을 거부했고 정식 명칭 에메랄드6(Emerald 6) 아래에 페리 맥페리페이스(Ferry McFerryface)라는 스티커를 선교 아래에 붙였다. 페리 맥페리페이스가 200표 이하도 받지 못하자 이름의 원작자인 뉴사우스웨일스주 교통장관은 개인의 취향을 물리치고 이름을 바꾸게된다.
메가버스(Megabus') 영국 회사는 2017년 후반에 트위터에서 투표를 진행하여 새로이 내놓은 플락스톤 엘리트 차체의 볼보 B11R 2층 버스 이름을 짓는다. 메가 맥메가페이스(Mega McMegaface)가 뽑혀서 차량의 이름에 쓰인다.
2017년 3월 아일오브와이트주의회는 카우즈플로팅브릿지(카우즈와 이스트카우즈사이를 오가는 카페리)를 운영하는데 플로팅 브릿지 6호(Floating Bridge No.6)라고 기존 이름을 등록하고 거주자에게 선박의 이름을 짓도록 의견을 받는다. 의회가 "플로티 맥플롯페이스"라는 이름을 먼저 막았음에도 플로티 맥플롯페이스라고 이름짓자는 2천명이 서명한 탄원서가 제출되어 의회는 앞선 결정을 폐지해야 했다.
2016년 구글은 문법 분석(parsing) 소프트웨어를 출시했는데 이름이 파시 맥파스페이스(Parsey McParseface)였다.